# Battery
«Battery» (en español: «Agresión») es la canción inicial del álbum de estudio titulado Master of Puppets del grupo musical de thrash metal estadounidense Metallica, que fue además editada como sencillo en 1986. A la vez que en el anterior trabajo del grupo, «Battery», la canción que da comienzo al álbum de estudio, empieza con una guitarra acústica para seguir esa misma melodía por dos guitarras eléctricas hasta dar paso a un riff, de una forma similar a la de la canción «Fight Fire with Fire», aunque en la versión de sencillo se omite la introducción. En los conciertos en directo del grupo musical no se toca esta parte inicial, sino que se empieza directamente con el riff inicial, a excepción de una vez durante 2006.
«Battery» es una de las canciones más frecuentadas por el grupo en sus actuaciones en directo, normalmente como la canción inicial o la final de los espectáculos. En la versión que el grupo realizó con la orquesta sinfónica de San Francisco, la introducción acústica se realizó con violines. Esta versión aparece en el disco de Metallica grabado en aquella ocasión, S&M.
Como dato curioso, esta canción marcó el debut en vivo del bajista Jason Newsted, siendo interpretada el 8 de noviembre de 1986 después de la muerte de Cliff Burton en un accidente de autobús el 27 de septiembre del mismo año.

## Versiones
La canción ha sido versionada por Steelheart, Machine Head, Van Canto (a capela), Rata Blanca, Animetal, Ensiferum, Ratt, Dave Lombardo, Loudness, Mike Clark y Robert Trujillo. Además, la canción «The Bitter End» de Sum 41 posee un ritmo y una progresión de acordes muy parecida a «Battery».

## Créditos
- James Hetfield: Voz, guitarra rítmica y guitarra acústica.
- Kirk Hammett: Guitarra líder y guitarra acústica.
- Cliff Burton: Bajo eléctrico y coros.
- Lars Ulrich: Batería.